# Alphonse Honnorat
Pour les articles homonymes, voir Honnorat.
Alphonse Honnorat, né le 2 septembre 1870 à Marseille (Bouches-du-Rhône) et mort le 10 décembre 1941 à Jouques (Bouches-du-Rhône), est un homme politique français.

## Biographie
Agriculteur, puis industriel, il est conseiller municipal d'Allauch en 1900 et maire de 1919 à 1929. Durant son mandat de maire, il améliore l'éclairage, la qualité de l'eau potable ou encore crée un service postal. Le maire est connu pour avoir été très économe. Il est député des Bouches-du-Rhône de 1928 à 1932, inscrit au groupe des Républicains de gauche.

## Sources
- « Alphonse Honnorat », dans le Dictionnaire des parlementaires français (1889-1940), sous la direction de Jean Jolly, PUF, 1960 [détail de l’édition]